# 河島良温
河島 良温（かわしま よしあつ、1863年12月14日（文久3年11月4日）- 1938年（昭和13年）5月5日）は、日本の政治家。新潟県長岡市長、高田市長。

## 経歴
但馬国出石藩士の家に生まれる。1890年、内務省に入り、高知県、佐賀県の各参事官、佐賀県事務官を経て、1906年、長岡市助役となった。
1908年（明治41年）2代目長岡市長に就任、3期務めたが、1919年（大正8年）に病気のため退任した。病気快復後の1920年（大正9年）1月、愛媛県属となり、同年2月に同県温泉郡長に任ぜられた。翌1921年（大正10年）高田市長倉石源造が死去し、これに伴い後任の市長に就任した。在任中は上水道の整備に力を入れたが、1924年（大正13年）に水道工事をめぐる不正事件が起こり、市長を引責辞任した。市長辞職後は東京に移り住んだが、1938年に死去した。